# Schenkenhorst
Schenkenhorst is een plaats en voormalige gemeente in de Duitse deelstaat Saksen-Anhalt, en maakt als Ortschaft deel uit van de Landkreis Altmarkkreis Salzwedel.
Schenkenhorst telde begin 2022 138 inwoners. Het dorp ligt 11 km ten noorden van de stad Gardelegen, aan de Bundesstraße 71.
Algenstedt · Berge · Breitenfeld · Dannefeld · Estedt · Gardelegen Stadt · Hemstedt · Hottendorf · Jävenitz · Jeggau · Jerchel · Jeseritz · Kassieck · Kloster Neuendorf · Köckte · Letzlingen · Lindstedt · Mieste · Miesterhorst · Peckfitz · Potzehne · Roxförde · Sachau · Schenkenhorst · Seethen · Sichau · Solpke · Trüstedt · Wannefeld · Wiepke · Zichtau